# Sciurus pyrrhinus
La ardilla roja de Junín (Sciurus pyrrhinus) es una especie de roedor de la familia Sciuridae. Es endémica de Perú. 